# 김성혜 (1965년)
김성혜(1965년 ~ )는 조선민주주의인민공화국의 조선로동당 당원으로, 현재 조국평화통일위원회의 비서국 부장이다. 김일성종합대학을 졸업했다고 알려져있으며, 남북간 회담에 자주 참석한바 있다. 2005년 제 15차 남북 장관급 회담에 수행원으로, 2006년엔 남북 공동행사 실무 요원, 2007년 제2차 남북 정상회담에서 남측의 특별수행원을 안내하는 역할을 맡았다. 그녀는 2013년 한반도 위기 이후 가진 남북 실무접촉에서 북측의 수석 대표로 참여하였다.

## 같이 보기
- 최선희
- 남북정상회담
- 김경희 (김일성의 딸)
- 김설송
- 김여정
- 조선민주주의인민공화국의 정치
- 로성실
- 조선민주주의인민공화국의 여성